# Plac Muranowski w Warszawie

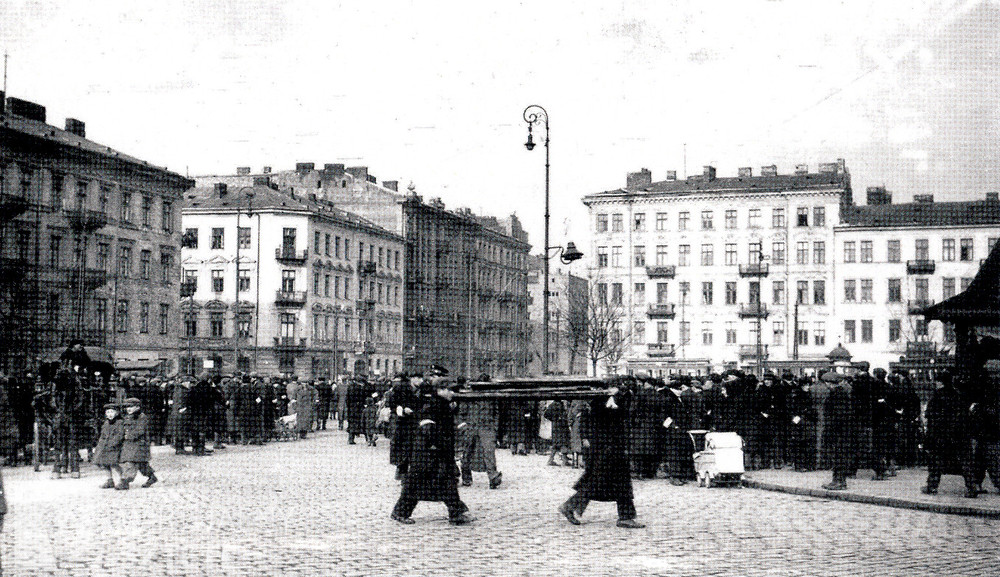
Fragment placu w czasie funkcjonowania getta, ok. 1941

Plac Muranowski – nieistniejący obecnie plac, który do lat 40. XX wieku znajdował się na Muranowie w Warszawie.

## Historia
Plac został wytyczony ok. 1770 w miejscu dziedzińca znajdującego się przed pałacem Murano, wzniesionym w 1686 przez Józefa Szymona Bellottiego. Plac powstał u wylotu ul. Nalewki, na osi ul. Muranowskiej. Zaczynały się na nim ulice: Miła i Sierakowska. Powstał na gruntach prywatnych z przeznaczeniem na targowisko i miał kształt wydłużonego prostokąta. W tym czasie oprócz pałacu znajdowały się tam także: kamienica, browar i siedem dworków. Główny ciąg komunikacyjny prowadził ulicami Nalewki i Pokorną; dużą niedogodnością przez cały okres istnienia placu pozostawał dojazd do ulicy Pokornej, prowadzący między dwoma jego narożnikami.
Od 1818 w piątki na placu zaczęto organizować targ koński, przeniesiony na Muranów z ul. Królewskiej. Sprzedawano tam również słomę, siano, drewno i zboże, wwożone do miasta przez rogatki Marymonckie i Powązkowskie. W 1864 oberpolicmajster warszawski nakazał przeniesienie targu końskiego na pobliski plac Broni. Później na placu Muranowskim handlowano głównie artykułami spożywczymi. Odbywały się tam również występy cyrków i teatrów.
Po zakończeniu budowy zajezdni tramwajowej przy ul. Sierakowskiej, w 1881 uruchomiono linię tramwaju konnego prowadzącą z placu Muranowskiego do rogatek Mokotowskich.
Około 1900 pałac Murano rozebrano, a na jego miejscu powstały kamienice czynszowe. Z uwagi na lokalizację w dzielnicy północnej zamieszkała w nich głównie ludność żydowska. Kamienice znajdujące się przy placu były przypisane do numeracji ulicy Muranowskiej: od nr 8 do 16 po stronie parzystej (północnej) i od nr 9 do 23 po stronie nieparzystej (południowej).
W 1908 przejeżdżające przez plac tramwaje konne zostały zastąpione tramwajami elektrycznymi. W 1930 na placu urządzono dwa skwery ogrodzone metalowymi balustradami. W latach 30. plac łączyła z Dworcem Głównym linia autobusowa „C”.
W listopadzie 1940 plac w całości znalazł się w warszawskim getcie. W latach 1941–1942 z placu kursowała wewnętrzna linia tramwajowa oznaczona Gwiazdą Dawida (od lutego do grudnia 1941 do tzw. małego getta, a od grudnia 1941 do prawdopodobnie lipca 1942 jako linia okólna w dużym getcie). W czerwcu 1942 z dzielnicy zamkniętej wyłączono obszar między ulicami: Bonifraterską, Muranowską, Pokorną i Żoliborską, tj. również budynki znajdujące się w północnej pierzei placu. Mieszkający w nich Żydzi musieli wyprowadzić się do getta, a na ich miejsce wprowadzili się Polacy.
Podczas powstania w getcie w kwietniu 1943 plac był miejscem walk między zgrupowanymi tam powstańcami z Żydowskiego Związku Wojskowego i oddziałami niemieckimi. Po upadku powstania zburzono większość znajdujących się w dawnym getcie budynków, a przez plac przeprowadzono tory kolejki wąskotorowej, którą wywożono złom i gruz.
Plac Muranowski został zlikwidowany w czasie budowy w latach 1947–1948 ulicy Nowomarszałkowskiej (nazwanej w 1950 imieniem Marcelego Nowotki, a w 1990 przemianowanej na ul. gen. Władysława Andersa). Współcześnie jest to rejon skrzyżowania tej ulicy z ul. Stawki.